# (20952) Tydeus
(20952) Tydeus (5151 T-2) – planetoida z grupy trojańczyków okrążająca Słońce w ciągu 11,86 lat w średniej odległości 5,2 j.a. Odkryta 25 września 1973 roku.